# Octoblepharum africanum
Octoblepharum africanum är en bladmossart som beskrevs av Jules Cardot 1899. Octoblepharum africanum ingår i släktet Octoblepharum och familjen Dicranaceae. Inga underarter finns listade i Catalogue of Life.